# Ensenada Mill
La ensenada Mill es una ensenada ubicada en la costa este de la península Antártica.
Cubierta de hielo, forma parte de la barrera de hielo Larsen. Posee 15 km de largo en dirección noroeste-sureste, y aproximadamente 37 km de ancho en su entrada entre el cabo Robinson y la punta Monnier.

## Historia y toponimia
Fue cartografiada por el British Antarctic Survey en 1947 y nombrada en honor a Hugh Robert Mill, meteorólogo y geógrafo escocés. Fue fotografiada desde el aire durante 1947 por la Expedición de Investigación Antártica de Finn Ronne.
Fue llamado Sullivan Inlet en homenaje al coronel H. R. Sullivan de la Fuerza Aérea de los Estados Unidos, cuyo nombre fue luego aplicado al monte Sullivan. En publicaciones y cartas náuticas argentinas ha aparecido con los nombres Seno Sullivan y Caleta Moyano en 1952 y 1953, respectivamente.

## Reclamaciones territoriales
Argentina incluye a la ensenada en el departamento Antártida Argentina dentro de la provincia de Tierra del Fuego, Antártida e Islas del Atlántico Sur; para Chile forma parte de la comuna Antártica de la provincia Antártica Chilena dentro de la Región de Magallanes y de la Antártica Chilena; y para el Reino Unido integra el Territorio Antártico Británico. Las tres reclamaciones están sujetas a las disposiciones del Tratado Antártico.
Nomenclatura de los países reclamantes: 
- Argentina: ensenada Mill[4][5]
- Chile: ensenada Mill[6]
- Reino Unido: Mill Inlet[3]